# Kandavas Kartodroms
Kandavas Kartodroms es un Kartodromo en Kandava, a unos 100 km al oeste de Riga, la capital de Letonia. La pista fue construida en 1972 y completamente rediseñada y reconstruida en 2008 según los estándares CIK-FIA. El artífice de la reconstrucción fue Hermann Tilke, autor de muchos circuitos de carreras de primer nivel en todo el mundo.

## Historia
La pista tiene 1.012 metros de longitud con 11 vueltas. Se puede utilizar en ambos sentidos y existen tres atajos que permiten cambiar la configuración de la pista. Una de sus esquinas lleva el nombre de Tilke. Otros dos después de los socios "Skonto Būve" y "Energoremonts Rīga". La pista desde 1974 hasta 1990 fue la base del equipo nacional de karting de la URSS. Durante ese período, bajo la dirección del entrenador Hugo Jurševskis, crecieron muchos pilotos de karting de alto nivel. Hugo Jurševskis ahora es el director técnico de la pista. Después de la reconstrucción, la pista alberga eventos de karting nacionales e internacionales, como el campeonato letón y báltico. La pista también está abierta para conductores de karts aficionados y de alquiler.

## Datos técnicos
- Superficie total: 4,45 ha[1]
- Longitud de vía: 1.012 m[1]
- Ancho: 8m[1]
- Curvas: 11[1]
- Zona de aparcamiento de equipos: 8.536 m²[1]
- Terreno: Ascenso y descenso máximos del 5,5 %[1]
- Inclinación máxima de la curva: 10%[1]
- Línea de salida-llegada: 154 m[1]